# Der Metzger (Zeitschrift)
Der Metzger ist eine deutschsprachige politisch-satirische Alternativzeitschrift mit anarchistischer Tendenz. Sie erscheint seit 1968 bis heute in unregelmäßigen Abständen und wird von Helmut Loeven im Verlag Situationspresse herausgegeben.

## Gründung
Die erste Ausgabe erschien 1968 mit den Themen Justiz, Ostermarsch, Arbeiterlied sowie Lyrikbeiträgen von Autoren aus dem Freundeskreis des Herausgebers. Die Verbreitung der Zeitschrift fand hauptsächlich in der Alternativbewegung der 1970er und 1980er Jahre statt. Heute geschieht sie hauptsächlich durch die noch existierenden linken Buchläden und die Verteilung an Abonnenten, die meist schon seit Jahrzehnten zu den Stammlesern der Zeitschrift zählen. Die Auflagenhöhe betrug Mitte der 1970er Jahre 2500 Exemplare, ist derzeit jedoch auf ca. 500 Exemplare reduziert worden (Stand: 2015).

## Hintergrund
Zusammen mit Werner Widmann kam Helmut Loeven im Jahr 1968 zu dem Entschluss, eine literarisch-politisch-satirische Zeitschrift zu gründen. Der Inhalt sollte das Ende der 1960er Jahre und darüber hinaus widerspiegeln: Opposition, Bewusstseinserweiterung bis zur Psychedelik, Aufklärung und Agitation, Prosa, Lyrik und Sachlichkeit. Vorbilder waren die amerikanischen Beatpoeten der Beat-Generation und der US-Underground. Der Titel für die Zeitschrift entstand folgendermaßen; nach einer längeren Diskussion schlug Widmann vor, „Nennen wir die Zeitschrift doch einfach Der Metzger“ (Zitat nach Helmut Loeven, aus: Der Gartenoffizier). Die erste Ausgabe wurde während einer großen Pause auf einem Schulhof verkauft; bis auf wenige Exemplare für ausgesuchte Interessenten.
In der zweiten Hälfte der 1960er Jahre gab es schätzungsweise noch keine 100 Untergrund- bzw. Alternativzeitschriften, die literarisch, politisch, spirituell und kulturell eine Gegenöffentlichkeit darstellten. Die 1970er Jahre waren wohl der Höhepunkt der Alternativpresse mit mehreren Hunderten Publikationen, Stadtmagazine mitgerechnet. „Die seit 1974 aufblühende Bewegung der Alternativpresse (…) haben sich in fast jeder größeren, in vielen mittleren und kleineren Städten Alternativzeitungen in den unterschiedlichsten Formen herausgebildet“, meinte Willi Jasper. So vielfältig wie die Alternativbewegung waren auch die Titel der verschiedensten Zeitungen und Zeitschriften, wie beispielsweise Edelgammler, Das Ei, Eiapopeia, Der fröhliche Tarzan, Gasolin 23, Der grüne Zweig, Highfish, Hotcha, Love, Mülltonne und PoPoPo.
Mitte der 1980er Jahre schätzte der Informations-Dienst zur Verbreitung unterbliebener Nachrichten, heute im Internationalen Institut für Sozialgeschichte untergebracht, „den Bestand der deutschen Alternativpresse“ nur noch „auf ca. 400 Publikationen mit einer Gesamtauflage von einer Million“.

## Selbstverständnis
Der zornige Metzger, so der Nebentitel, ist eine der wenigen alternativen Zeitschriften, die seit Ende der 1960er Jahre erscheinen und die verschiedenen Strömungen in der gegenkulturellen Szene überdauert haben. „Ein Magazin für gute Ideen, gegen Dummheit, Ideologie und Staatsreligionen“, heißt es im Untertitel. Der Herausgeber legt Wert auf Sprache und Stil in seiner Zeitschrift, „die den Linken auf’s Maul schaut“. Subkulturelle Themen sowie politische und ökonomische Standpunkte werden undogmatisch erörtert. Ob es um Themen wie Religionsunterricht in den 1950er Jahren (Nr. 52, 1997), Die Brecht-Chronik (Nr. 55, 1998), Der Kosovo-Krieg (Nr. 57, 1999) oder Das philosophische Kabarett (Nr. 66, 2001) geht, sie sind breitgefächert und sollen nicht nur zur Information, sondern auch der Diskussion dienen. Der Metzger vertritt in allen Fragen eine linke Position und, so schreibt der Herausgeber, um Missverständnissen vorzubeugen, „Ich halte mich und mein Blatt nicht für das geistige Zentrum der Linken“ (H. Loeven).

## Autoren, Mitarbeiter
Originalbeiträge beispielsweise von: Manfred Bosch, Peter Brückner, Hansjürgen Bulkowski, Peter Bursch, Marvin Chlada, Allen Ginsberg, Lütfiye Güzel, Christian Ide Hintze, Hadayatullah Hübsch, Hans Imhoff, Siegfried Jäger, Matthyas Jenny, Reimar Lenz, Raymond Martin, Werner Pieper, Jürgen Ploog, Carl-Ludwig Reichert, Ulrich Sonnemann, Josef Wintjes und Peter-Paul Zahl.

## Artikel (Auswahl)
1972, Nr. 18: Konkret und die RAF. Das Röhl-Blatt war ein Aufmarsch der Distanzierer. / Henryk M. Broder: Pornos unterm Gummibaum. Wie die Sex-Welle in die Kleinbürgerlichkeit hineinbrach. / Lords Family: Regierung verbietet Rock-Festivals. In Bayern erkannte die Staatsmacht, daß Rock-Musik die öffentliche Ordnung stört. / Berliner Patienten-Kollektiv: Krankheit und Gesellschaft.
1978, Nr. 28: Die Seite für die anständigen Leser. Eine Text-Collage. / Heiner Feldhoff: Deutsches Alphabet. Gedicht. „Die Hausbesetzer können im Zuchthaus wohnen. Unglaublich, daß wir hier die Homosexuellen verschonen.“  / Zitate: Robert Jungk, Herbert Marcuse, Erich Mühsam.
1980, Nr. 33: Der Kandidat hat gesprochen. Der Bundeskanzlerkandidat Strauß hat in zahlreichen Verlautbarungen seine politischen Ziele erkennen lassen. / Dokument: „Die klare Trennungslinie zwischen Kriminellen und Dissidenten verwischt“ Erklärung der kubanischen Regierung zur Auswanderungswelle.  / Dokument: Von der Heiligkeit der Revolution – Ernesto Cardenal. Eine Sammlung von Zitaten des nicaraguanischen Priesters und Revolutionärs.
1990, Nr. 42: Prof. Siegfried Jäger: Entstehungsbedingungen des Rechtsextremismus heute. Die Kernthese: Faschismus und Rechtsextremismus entstehen aus der Mitte der Gesellschaft heraus. / Stefan Jacoby: Wut, Trauer und rot-grüne Besoffenheit. Der „moderne“ Antifaschismus.  / Helmut Loeven: Warum mußte Ceausescu sterben? Der Staatsstreich in Rumänien hat gezeigt, daß der Transformationsprozeß in Osteuropa nicht überall in der Hülle einer „gewaltlosen Revolution“ vonstattengehen kann, aber um jeden Preis durchgezogen wird.
1995, Nr. 48: Kurt Gossweiler: Faschismus aus der Mitte der Gesellschaft. Kurt Gossweiler antwortet Siegfried Jäger. / Regierungserklärung. Ein Gedicht von Günter Bruno Fuchs illustriert mit Bülles (Der Bülles-Kurierdienst bringt den Teppich).
2000, Nr. 61: Jakop Heinn: Soll man für Benzin Geld bezahlen? / Stefan Jacoby: Die NPD – „befreite Zone“ für Neonazis. Mit Fakten und Zitaten wird aufgezeigt, daß „liberale“ Einwände gegen ein Verbot der NPD bloß Ausflüchte sind. Allerdings: Ein Verbot ist kein Allheilmittel. / Der Weg nach oben. Joschka Fischer, Jörg Schönbohm, Friedrich Merz u. a.
2005, Nr. 74: Helmut Loeven: Das philosophische Kabarett. Was ist eigentlich das Witzige an einem Witz? Die Pointe ist es nicht. Wer mit der Eisenbahn durch das Ruhrgebiet reist, der kann was erzählen. Der Antikommunismus der „Jungle World“. / Lina Ganowski: Wie der Forenschreck den Leutnant in den Wahn trieb. Dokumentation einer Diskussion in einem Internet-Forum. Wie die Idee der Großen Verweigerung Unruhe stiftet.
2012, Nr. 101: Jakop Heinn: Deutschland ist die erste Bürgerpflicht. Jürgen Elsässer freut sich über das Gegröle und Gejohle anlässlich der internationalen Fußball-Turniere. Denn daraus, so meint er, erwächst der Neo-Nationalismus. Der von Elsässer gepriesene Patriotismus ist ein Gefühl losgelöst von Bewusstsein und Reflexion. Er ist benutzbar. / Carl Korte: Trödel in St. Hulda. Aus dem Reporterleben. / Helmut Loeven: D.b.d., d.h.k.P.u.k.e.T. Es gibt nichts, was es nicht gibt. Auf dem Christopher Street Day in Duisburg war ein Auftritt der „Bandbreite“ geplant. Der neue Abschnitt einer Endlos-Klamotte.

## In Bibliotheken
- Im Katalog der Deutschen Nationalbibliothek.
- Zeitschriften Datenbank
- In der Bibliothek der Freien.